# Wapen van Westerschouwen

Wapen van Westerschouwen

Het wapen van Westerschouwen bestaat uit het gecarteleerde schild van de voormalige gemeente. Het is een voorbeeld van de zogenaamde "papieren heraldiek".  Het toont de wapens van Renesse, Burgh, Serooskerke en Noordwelle, met daarop als hartschild het wapen van Haamstede. De beschrijving luidt: 
"Gevierendeeld : I in keel, bezaaid met staande blokjes van goud, een aanziende leeuw van hetzelfde, II in zilver een burcht van sabel, III in azuur 3 brakkenkoppen van goud, staande 2 en 1, IV in sabel een gesp van goud en een schildhoofd van keel, beladen met 3 ruiten van zilver, staande naast elkander, over alles heen een hartschild van goud beladen met een leeuw van keel, hebbend op zijn schouder een schildje van goud, waarin een zesspakig rad van keel. Het schild gedekt met een gouden kroon van 3 bladeren en 2 paarlen."

## Geschiedenis
Op 1 januari 1961 werd door samenvoeging van de gemeenten Burgh, Haamstede, Noordwelle, Renesse en Serooskerke de nieuwe gemeente Westerschouwen gevormd, waarvoor een wapen moest worden ontworpen. De Hoge Raad van Adel had bezwaar tegen het drukke ontwerp, maar de gemeenteraad wilde beslist de wapens van alle voormalige gemeentes tonen, met het wapen van Haamstede als hartschild, omdat daar het bestuurscentrum van de nieuwe gemeente was. Het wapen werd verleend bij Koninklijk Besluit van 19 augustus 1961. Sinds de gemeentelijke herindeling van 1 januari 1997 maakt de gemeente deel uit van de gemeente Schouwen-Duiveland waarvoor een nieuw wapen werd ontworpen.

## Onderdelen van het wapen

Wapen van Renesse
Wapen van Burgh
Wapen van Haamstede
Wapen van Serooskerke
Wapen van Noordwelle

Aagtekerke
· Aardenburg
· Arnemuiden
· Axel
· Baarland
· Bath
· Biervliet
· Biggekerke
· Bloois
· Bommenede
· Borssele
· Boschkapelle
· Botland
· Breskens
· Brigdamme
· Brijdorpe
· Brouwershaven
· Bruinisse
· Burgh
· Buttinge
· Cadzand
· Clinge
· Colijnsplaat
· Domburg
· Dreischor
· Driewegen
· Duiveland
· Duivendijke
· Elkerzee
· Ellemeet
· Ellewoutsdijk
· Eversdijk
· Gapinge
· Graauw en Langendam
· 's-Gravenpolder
· Grijpskerke
· Groede
· Haamstede
· 's-Heer Abtskerke
· 's-Heer Arendskerke
· 's-Heer Hendrikskinderen
· 's-Heerenhoek
· Heille
· Heinkenszand
· Hengstdijk
· Hoedekenskerke
· Hoek
· Hontenisse
· Hoofdplaat
· Hoogelande
· IJzendijke
· Kapelle
· Kats
· Kattendijke
· Kerkwerve
· Klaaskinderkerke
· Kleverskerke
· Kloetinge
· Koewacht
· Kortgene
· Koudekerke
· Krabbendijke
· Kruiningen
· Looperskapelle
· Maire
· Mariekerke
· Meliskerke
· Middenschouwen
· Nieuw- en Sint Joosland
· Nieuwerkerk
· Nieuwerkerke
· Nieuwlande
· Nieuwvliet
· Nisse
· Noordgouwe
· Noordwelle
· Oostburg
· Oosterland
· Oostkapelle
· Oost-Souburg
· Oost- en West-Souburg
· Ossenisse
· Oud-Vossemeer
· Oudelande
· Ouwerkerk
· Overslag
· Ovezande
· Philippine
· Poortvliet
· Renesse
· Rengerskerke en Zuidland
· Retranchement
· Rilland
· Rilland-Bath
· Ritthem
· Sas van Gent
· Scherpenisse
· Schoondijke
· Schore
· Serooskerke (Schouwen-Duiveland)
· Serooskerke (Veere)
· Sinoutskerke en Baarsdorp
· Sint Anna ter Muiden
· Sint-Annaland
· Sint Jansteen
· Sint Kruis
· Sint Laurens
· Sint-Maartensdijk
· Sint Philipsland
· Sirjansland
· Sluis
· Sluis-Aardenburg
· Stavenisse
· Stoppeldijk
· Valkenisse (Walcheren)
· Valkenisse (Zuid-Beveland)
· Vogelwaarde
· Vrouwenpolder
· Waarde
· Waterlandkerkje
· Wemeldinge
· West-Souburg
· Westdorpe
· Westenschouwen
· Westerschouwen
· Westkapelle
· Westkapelle-Buiten en Sirpoppekerke
· Westkerke
· Wissekerke
· Wissenkerke
· Wolphaartsdijk
· Yerseke
· Zaamslag
· Zierikzee
· Zonnemaire
· Zoutelande
· Zuiddorpe
· Zuidzande
· Zwake

Dorpswapens: Geersdijk
· Hansweert
· Kamperland